# Флаг городского округа Шаховская
Флаг городского округа Шаховска́я Московской области Российской Федерации — опознавательно-правовой знак, служащий официальным символом муниципального образования.
Первоначально флаг был утверждён 6 декабря 1999 года как флаг Шаховского района и внесён в Государственный геральдический регистр Российской Федерации с присвоением регистрационного номера 470.
Законом Московской области от 26 октября 2015 года № 178/2015-ОЗ все муниципальные образования Шаховского муниципального района были преобразованы в городской округ Шаховская.
Решением Совета депутатов городского округа Шаховская от 21 ноября 2016 года № 60/322 флаг Шаховского района был утверждён флагом городского округа Шаховская.

## Описание
«Флаг городского округа Шаховская представляет собой прямоугольное, с соотношением ширины к длине 2:3, зелёное полотнище с белой полосой, усеянной условными горностаевыми хвостиками, вдоль древка в 1/4 длины флага, несущее в центре изображение фигур герба городского округа Шаховская».

## Обоснование символики
Флаг муниципального образования Шаховской муниципальный район составлен на основании герба Шаховского муниципального района по правилам и соответствующим традициям вексиллологии и отражает исторические, культурные, социально-экономические, национальные и иные местные традиции.
Основной идеей флага Шаховского района стало то, что район носит имя князей Шаховских. Родовое имение, аллегорически изображённое гнездом, с 1658 года расположено в селе Белая Колпь. Поэтому основной фигурой стала серебряная (белая) птица колпица (колпь), стоящая в гнезде.
Горностаевый мех символизирует княжеское происхождение рода Шаховских, потомков ярославских Рюриковичей.
Колпица обращена не в геральдическую сторону — этот геральдический приём говорит о том, что земля Шаховская имеет древние корни — птица пришла из прошлого. Поворот головы колпицы вверх и в правильную геральдическую сторону аллегорически показывает устремлённость птицы в будущее. Колпицы — умные и осторожные птицы, живущие очень дружно между собой, что присуще жителям района. (Птица колпица, семейства ибисовых, обладает длинным прямым, расплющенным на конце в виде лопаты клювом.)
Зелёный цвет символизирует природу района, его сельскохозяйственный уклад, а также это символ надежды, благополучия и здоровья.
Белый цвет (серебро) — символ простоты, совершенства, мудрости, благородства, мира.
Жёлтый цвет (золото) — символ прочности, богатства, величия, интеллекта и прозрения.

## См. также

Флаги муниципальных образований Шаховского района
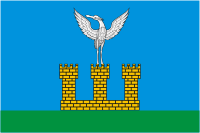
Флаг городского поселения Шаховская
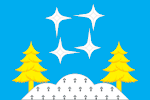
Флаг сельского поселения Раменское
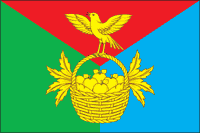
Флаг сельского поселения Серединское
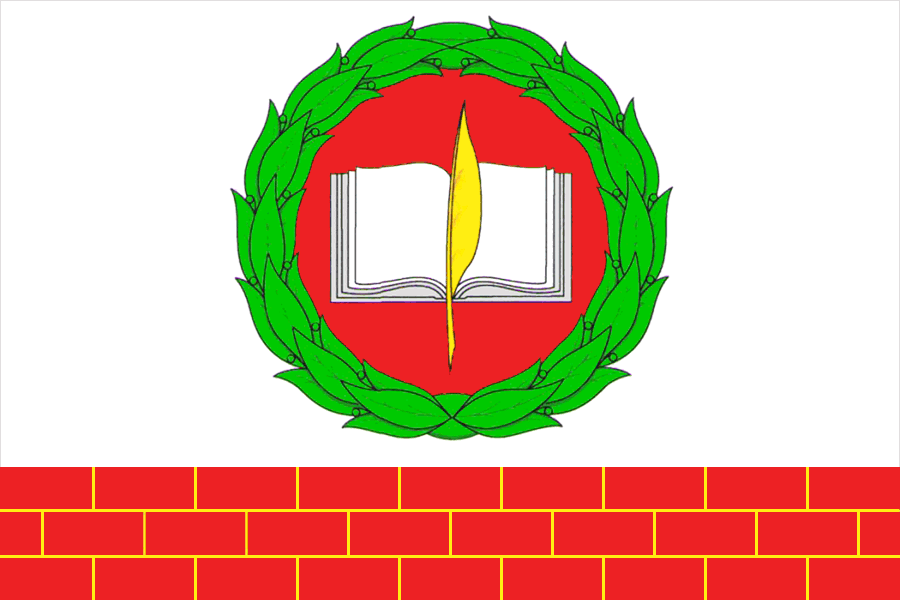
Флаг сельского поселения Степаньковское